# Adam Andersson (cầu thủ bóng đá)
Adam Andersson (sinh ngày 11 tháng 11 năm 1996) là một cầu thủ bóng đá người Thụy Điển thi đấu cho BK Häcken.